# Hassan (huyện)
Huyện Hassan là một huyện thuộc bang Karnataka, Ấn Độ. Thủ phủ huyện Hassan đóng ở Hassan. Huyện Hassan có diện tích 6814 ki lô mét vuông. Đến thời điểm năm 2001, huyện Hassan có dân số 1721319 người.